# Federazija badmintona SSSR
Die Federazija badmintona SSSR (russisch Федерация бадминтона СССР) war die oberste nationale administrative Organisation in der Sportart Badminton in der UdSSR. Der Verband wurde 1961 gegründet.

## Geschichte
Badminton wurde in der UdSSR seit den 1950er Jahren gespielt. Der Verband wurde bald Mitglied der Badminton World Federation, damals als International Badminton Federation bekannt. Der sowjetische Verband wurde 1974 ebenfalls Mitglied im kontinentalen Dachverband Badminton Europe, damals noch unter European Badminton Union firmierend. Mit dem Ende der Sowjetunion 1990 war auch das Ende des Verbandes besiegelt und die Organisation ging 1991 in den Verband der GUS über, welcher bis 1992 existierte und von der Nationalen Badminton-Föderation Russlands abgelöst wurde.

## Präsidenten
- Nikolai Ossipowitsch Ruban, Gründungspräsident 1961
- Juri Aleksandrowitsch Metajew, ehemaliger Präsident (gewählt 1974)

## Bedeutende Veranstaltungen, Turniere und Ligen
- USSR International
- UdSSR-Meisterschaft
- Mannschaftsmeisterschaft
- Juniorenmeisterschaft